# Bitva o Hasaku (2022)
Bitva o Hasaku byl útok Islámského státu na zdejší věznici a její okolí. Jednalo se o největší útok spáchaný Islámským státem od doby, kdy v březnu 2019 ztratil své poslední klíčové území. Ve věznici bylo zhruba 3500 trestanců podezřelých z členství v IS, včetně několika lídrů této teroristické skupiny.
Boje začaly v noci 20. ledna 2022 útokem dvou aut naložených výbušninami. V zařízení zároveň vypukla vzpoura a několika vězňům se podařilo uniknout. V okolních čtvrtích byl proto vyhlášen zákaz vycházení. Spojené státy musely podpořit SDF ze vzduchu. Nad Hasaku vyslaly vrtulníky AH-64 Apache, které ostřelovaly pozice radikálů raketami Hellfire. Američané navíc mezi 22. a 23. lednem poslali z Iráku do Sýrie konvoj šesti obrněných transportérů, 66 vozidel s vojenským vybavením a zbraněmi a 25 tahačů převážejících tanky na posílení svých jednotek. Boje definitivně skončily 31. ledna 2022.